# Sanctimony
Sanctimony è un film statunitense del 2000 diretto da Uwe Boll.

## Trama
Un'annoiato broker decide di trasformarsi in serial killer per vedere cosa si prova.